# Vive l'amour
Vive l'amour is een single van The Cats. Het verscheen nog niet op een elpee van de groep. Het werd later wel meegeperst bij de heruitgave van Cats as cats can. Het lied was nog niet door henzelf geschreven maar door Mark Barkan en Vic Millrose, die in 1967 verantwoordelijk waren voor I'll Try Anything van Dusty Springfield. Wim Jongbloed zorgde voor het arrangement.
But tomorrow op de B-kant is geschreven door Cees Veerman.

## Hitnotering
De plaatje haalde net als haar voorganger een bescheiden notering in de hitparades. Het plaatje stond twee maanden in de hitlijsten van Muziek Expres (plaats 47 in mei; plaats 50 in juni 1967)

### Nederlandse Top 40
| Positie: | 39 | 29 | 26 | 30 | 37 | 40 | uit |